# Tony Mowbray
 Anthony Mark „Tony“ Mowbray (* 22. November 1963 in Saltburn-by-the-Sea, England) ist ein ehemaliger englischer Fußballspieler und aktueller -trainer.

## Spielerlaufbahn

### FC Middlesbrough
Als Tony Mowbray seine Karriere in Middlesbrough startete, war sein Verein gerade aus der Football League First Division 1981/82 abgestiegen. Der Verein hatte in den folgenden Jahren mit erheblichen finanziellen Schwierigkeiten zu kämpfen und auch sportlich erfolgte der Absturz in die dritte Liga. Unter dem neuen Trainer Bruce Rioch gelang in der Saison 1986/87 die Rückkehr in die Second Division. Die Mannschaft um Mowbray, Colin Cooper und Gary Pallister erreichte in der Folgesaison sogar den direkten Durchmarsch in die erste englische Liga. Die Rückkehr in die Football League First Division 1988/89 war jedoch nur von kurzer Dauer, denn durch einen drittletzten Tabellenplatz stieg der Verein direkt wieder ab. Nachdem die Mannschaft auch in der zweiten Liga gegen den Abstieg gespielt hatte, wurde Rioch entlassen und durch Colin Todd ersetzt. Nach einer besser verlaufenden Saison 1990/91 mit Rang 7 wechselte Tony Mowbray 1991 nach Schottland zu Celtic Glasgow. In den neun Jahren in Middlesbrough erfreute sich Mowbray großer Beliebtheit bei den Fans und gehörte zu besten Spielern seines Vereins.

### Celtic Glasgow
Seine Tätigkeit in Glasgow wurde überschattet vom Tod seiner Frau. Auch sportlich blieb seine Zeit bei Celtic in keiner guten Erinnerung. In der Meisterschaft musste sich die Mannschaft stets den Lokalrivalen Glasgow Rangers geschlagen geben. Mowbray absolvierte in vier Jahren 78 Ligaspiele und erzielte 6 Tore. 1995 erfolgte seine Rückkehr nach England zu Ipswich Town.

### Ipswich Town
Ipswich war gerade aus der Premier League 1994/95 abgestiegen und startete somit in der zweiten Liga. Erst in seiner letzten Saison gelang dem Team um Mannschaftskapitän Tony Mowbray die Rückkehr in die Premier League 2000/01. Nach dem Aufstieg beendete er mit 36 Jahren seine Spielerlaufbahn.

## Trainerlaufbahn
Nach vier Jahren im Trainerstab von Ipswich Town, übernahm er 2004 den Trainerposten beim schottischen Erstligisten Hibernian Edinburgh. Bereits in seiner ersten Saison führte er seine Mannschaft auf den dritten Tabellenplatz hinter den übermächtigen Glasgow Rangers und Celtic Glasgow. Damit war der Verein im UEFA-Pokal 2005/06 startberechtigt, scheiterte dort jedoch bereits in der ersten Runde an Dnipro Dnipropetrowsk. Auch in der Saison 2005/06 führte Mowbray sein Team auf einen guten vierten Tabellenplatz, ehe er während der Saison 2006/07 nach England zurückkehrte um West Bromwich Albion zu trainieren.
Mowbray ersetzte Bryan Robson bei West Brom. Wieder einmal wechselte er zu einer Mannschaft die im Jahr zuvor aus der ersten Liga abgestiegen war. Nach einer guten Saison die in der regulären Spielzeit auf den vierten Rang führte, scheiterte sein neues Team erst im Play-off-Finale mit 0:1 an Derby County. Diesen Rückschlag verdaute der Verein jedoch schnell und stieg in der Saison 2007/08 souverän als Tabellenerster in die Premier League auf. Dort endete die erfolgreiche Tätigkeit von Mowbray in West Bromwich. Der Verein stieg am Saisonende als Letzter aus der Premier League 2008/09 ab und er übernahm wenig später den Trainerposten bei Celtic Glasgow.
Die Spielzeit in der Scottish Premier League 2009/10 blieb deutlich hinter den Erwartungen zurück. Wie schon in seiner Zeit als Spieler konnte Mowbray auch als Trainer den Stadtrivalen Glasgow Rangers nicht hinter sich lassen. Zudem verlor der Verein unter seiner Führung ungewöhnlich viele Spiele. Am 25. März 2010 endete seine Tätigkeit in Glasgow vorzeitig.
Am 26. Oktober 2010 übernahm er den Trainerposten beim FC Middlesbrough in der Football League Championship 2010/11. Middlesbrough spielte zu diesem Zeitpunkt entgegen den Erwartungen nicht um den Aufstieg mit, sondern fand sich im unteren Drittel der Tabelle wieder. Dies führte zur Entlassung von Trainer Gordon Strachan und der Verpflichtung des ehemaligen Spielers Tony Mowbray. Nachdem der Start in die Saison 2013/14 nicht den Erwartungen entsprechend verlaufen war, trennte sich der Verein am 21. Oktober 2013 von Tony Mowbray.
Am 3. März 2015 wurde er als neuer Trainer von Coventry City vorgestellt. Mit dem abstiegsgefährdeten Drittligisten sicherte er sich in der Football League One 2014/15 knapp den Klassenerhalt. In der anschließenden Spielzeit führte er seine Mannschaft auf den achten Tabellenplatz. Nach einem Fehlstart in die Saison 2016/17 trat Mowbray am 29. September 2016 von seinem Traineramt zurück.
Im Februar 2017 trat Tony Mowbray seinen nächsten Trainerposten an und übernahm die Blackburn Rovers. Nachdem er in der EFL Championship 2016/17 den Abstieg in die Drittklassigkeit nicht hatte verhindern können, führte er den Verein in der EFL League One 2017/18 als Tabellenzweiter direkt wieder zurück in die EFL Championship. Nach drei Spielzeiten im Tabellenmittelfeld der zweiten Liga, verspielte die Mannschaft in der EFL Championship 2021/22 in der Endphase der Saison den lange sicher geglaubten Einzug in die Play-offs. Am Ende der Spielzeit lief sein Vertrag in Blackburn aus und er verließ daraufhin nach über fünf Jahren den Verein.
Am 30. August 2022 wurde er als neuer Trainer des Zweitliga-Aufsteigers AFC Sunderland präsentiert. Mowbray belegte am Ende der Saison 2022/23 mit Sunderland den sechsten Tabellenplatz, in den Aufstiegs-Play-offs scheiterte das Team im Halbfinale nach einem 2:1-Heimsieg durch eine 0:2-Niederlage im Rückspiel an Luton Town. Am 4. Dezember 2023 wurde er auf dem neunten Tabellenplatz liegend mit drei Punkten Rückstand zu den Play-off-Plätzen entlassen, aus den vorangegangenen neun Partien waren nur zwei Siege gelungen. Bereits am 8. Januar 2024 wurde er als Cheftrainer beim Ligakonkurrenten Birmingham City vorgestellt, er folgte auf Wayne Rooney. Am 19. Februar gab Birmingham City bekannt, dass Mowbray sich in medizinische Behandlung begeben hat und die Mannschaft bis auf weiteres nicht betreuen kann, einen Monat später wurde Mowbrays Abwesenheit bis Saisonende verkündet. Am Saisonende gab Mowbray aus gesundheitlichen Gründen seinen Rücktritt bekannt.
Mitte Januar 2025 übernahm er erneut den Trainerposten beim Zweitligisten West Bromwich Albion.